# خشنودی سپرده شده
خشنودی سپرده شده یا رضایت معوق، فرایندی را توصیف می‌کند که سوژه هنگام مقاومت در برابر وسوسه پاداش فوری در اولویت پاداش بعدی، سوژه را تحمل می‌کند. به‌طور کلی، رضایت تأخیر با مقاومت در برابر پاداش کوچکتر اما فوری تر به منظور دریافت پاداش بزرگتر یا ماندگار بعداً همراه است. ادبیاتی در حال رشد، توانایی تأخیر در ارضای رضایت را با تعدادی از نتایج مثبت دیگر، از جمله موفقیت تحصیلی، سلامت جسمی، سلامت روانشناختی و شایستگی اجتماعی مرتبط کرده‌است.